# Symfonie nr. 30 (Mozart)
Symfonie nr. 30 in D majeur, KV 202, is een symfonie van Wolfgang Amadeus Mozart. Hij voltooide het stuk op 5 mei 1774 in Salzburg.

## Orkestratie
De symfonie is geschreven voor:
- Twee hobo's.
- Twee hoorns.
- Twee trompetten.
- Fagot.
- Pauken.
- Strijkers.

## Delen
De symfonie bestaat uit vier delen:
- I Molto allegro.
- II Andantino con moto.
- III Menuetto en trio.
- IV Presto.